# Istoria Pământului
Istoria Pământului se referă la dezvoltarea planetei Pământ de la formarea sa până în prezent. Aproape toate ramurile științei naturale au contribuit la înțelegerea principalelor evenimente din trecutul Pământului, caracterizate prin schimbări geologice constante și evoluție biologică.
Scara timpului geologic, așa cum este definită de convenția internațională, prezintă marile perioade de timp de la începutul Pământului până în prezent, iar diviziunile sale descriu unele evenimente decisive din istoria Pământului. (În grafic: Ga înseamnă „miliarde de ani în urmă”; Ma, „milioane de ani în urmă”.) Pământul s-a format în urmă cu aproximativ 4,54 miliarde de ani, prin acreție din nebuloasa solară, având aproximativ o treime din vârsta Universului. Activitatea vulcanică a creat probabil atmosfera primordială și apoi oceanul, dar atmosfera timpurie nu conținea aproape deloc oxigen. O mare parte a Pământului era topit din cauza coliziunilor frecvente cu alte corpuri care au dus la un vulcanism extrem. În timpul stadiului Pământului timpuriu, se crede că a avut loc o coliziune uriașă cu o planetă numită Theia, coliziune în urma cărei s-a format Luna. În timp, Pământul s-a răcit, determinând formarea unei cruste solide și permițând apă lichidă la suprafață.
Eonul Hadean reprezintă timpul înainte de înregistrare fiabilă (fosilă) a vieții; a început cu formarea planetei și s-a încheiat în urmă cu 4 miliarde de ani. Următorii eoni Archean și Proterozoic au produs începutul vieții pe Pământ și evoluția sa cea mai timpurie. Eonul care urmează este Fanerozoicul, împărțit în trei ere: Paleozoic, o epocă a artropodilor, peștilor și apariția vieții pe uscat; Mezozoic, care a cuprins ascensiunea, domnia și dispariția climatică a dinozaurilor non-aviari; și Cenozoic, care a văzut ascensiunea mamiferelor. Oamenii au apărut în urmă cu cel mult 2 milioane de ani, o perioadă foarte scurtă pe scară geologică.
Cele mai vechi dovezi de necontestat ale vieții pe Pământ datează de cel puțin 3,5 miliarde de ani în urmă, în timpul Eoarchean. Există fosile de înveliș microbian, cum a fi stromatolitele, cu o vechime de 3,48 miliarde de ani, descoperite în Australia de Vest.
Alte dovezi fizice timpurii ale unei substanțe biogenice sunt: grafitul pe roci metasedimentare vechi de 3,7 miliarde de ani descoperite în sud-vestul Groenlandei precum și „resturi de viață biotică ” găsite în roci vechi de 4,1 miliarde de ani din Australia de Vest. Potrivit unuia dintre cercetători, „dacă viața ar fi apărut relativ rapid pe Pământ...atunci ar putea fi comună în Univers”.
Organismele fotosintetice au apărut acum 3,2-2,4 miliarde de ani în urmă și au început să îmbogățească atmosfera cu oxigen. Viața a rămas în mare parte rară și microscopică până în urmă cu aproximativ 580 de milioane de ani, când a apărut viață multicelulară complexă, dezvoltată de-a lungul timpului și a culminat cu Explozia cambriană acum aproximativ 541 de milioane de ani. Această diversificare bruscă a formelor de viață a produs cea mai mare parte a încrengăturilor majore cunoscute astăzi și a împărțit eonul proterozoic din perioada cambriană a erei paleozoice. Se estimează că 99% din speciile care au trăit vreodată pe Pământ, peste cinci miliarde, au dispărut. Estimările privind numărul actual al speciilor de pe Pământ variază de la 10 milioane la 14 milioane, din care aproximativ 1,2 milioane sunt documentate, dar peste 86% nu au fost descrise. Recent, s-a afirmat că 1 trilion de specii trăiesc în prezent pe Pământ, dintre care au fost identificate doar 0,001%.
Crusta Terrei s-a schimbat constant de la formarea sa, la fel ca viața de la prima apariție. Speciile continuă să evolueze, luând noi forme, împărțindu-se în specii fiice sau dispărând în fața mediului aflat în continuă schimbare. Procesul de tectonică a plăcilor continuă să modeleze continentele și oceanele Pământului și viața pe care o adăpostește. Activitatea umană este acum o forță dominantă care afectează schimbările globale, afectând biosfera, suprafața Pământului, hidrosfera și atmosfera cu pierderea de terenuri sălbatice, exploatarea excesivă a oceanelor, producerea de gaze cu efect de seră, degradarea stratului de ozon și, în general, degradarea solului, aerului și calității apei.

## Eoni
În geocronologie, timpul este în general măsurat în Ma (milioane de ani), fiecare unitate reprezentând perioada de aproximativ 1.000.000 de ani în trecut. Istoria Pământului este împărțită în patru mari eoni, începând cu acum 4,54 miliarde de ani în urmă, odată cu formarea planetei. Fiecare eon a văzut cele mai semnificative schimbări în compoziția, climatul și viața Pământului. Fiecare eon este ulterior împărțit în ere, care la rândul lor sunt împărțite în perioade, care sunt împărțite în continuare în epoci.
| Eon         | Timp (Ma)   | Descriere |
| ----------- | ----------- | --- |
| Hadean      | 4.540–4.000 | Pământul este format din resturile din jurul discului protoplanetar solar. Nu există viață. Temperaturile sunt extrem de calde, cu activitate vulcanică frecventă și un mediu cu aspect de infern (de unde și numele eonului, care vine de la Hades). Atmosfera este nebulară. Posibile oceane timpurii sau corpuri de apă lichidă. Luna este formată în jurul acestei perioade probabil datorită coliziunii unei protoplanete cu Pământul. |
| Arhaic      | 4.000–2.500 | Apar procariotele, prima formă de viață, chiar la începutul acestui eon, într-un proces cunoscut sub numele de abiogeneză. Continentele Ur, Vaalbara și Kenorland ar fi putut exista în acest timp. Atmosfera este compusă din gaze vulcanice și gaze cu efect de seră. |
| Proterozoic | 2.500–541   | Numele acestui eon înseamnă „viață timpurie”. Apar eucariotele, o formă de viață mai complexă, inclusiv unele forme de organisme multicelulare. Bacteriile încep să producă oxigen, modelând actuala atmosferă a Pământului. În acest timp se formează plantele, animale mai târziu și, eventual, forme de ciuperci. Fazele timpurii și târzii ale acestui eon ar fi putut suferi perioade de „Pământ de Zăpadă”, în care toată planeta a suferit temperaturi sub zero grade. Continentele timpurii Columbia, Rodinia și Pannotia, în această ordine, ar fi putut exista în acest eon.                                                        |
| Fanerozoic  | 541–prezent | Viața complexă, inclusiv vertebratele, începe să domine Pământul într-un proces cunoscut sub numele de Explozia cambriană. Se formează supercontinentul Pangea și ulterior se dizolvă în Laurasia și Gondwana, care la rândul lor se dizolvă în continentele actuale. Treptat, viața se extinde pe pământ și încep să apară forme familiare de plante, animale și ciuperci, inclusiv anelide, insecte și reptile, de unde și numele eonului, care înseamnă „viață vizibilă”. Apar mai multe extincții în masă, păsările și mai recent, mamiferele. Animalele moderne - inclusiv oamenii - participă la cele mai recente faze ale acestui eon. |

## Scara timpului geologic
Istoria Pământului poate fi organizată cronologic în funcție de scara timpului geologic, care este împărțită în intervale pe baza analizei stratigrafice. Aceste diviziuni se bazează în principal pe schimbările faunei observabile în înregistrarea fosilelor și au putut fi datate cu o anumită precizie prin metode radiometrice. Din anul 1974 elaborarea formală a scalei este efectuată de către Comisia Internațională de Stratigrafie a Uniunii Internaționale de Științe Geologice iar modificările, după mai mulți ani de studii și deliberări în  subcomitetele specifice, trebuie să fie ratificat în congrese mondiale.

## Formarea Sistemului Solar

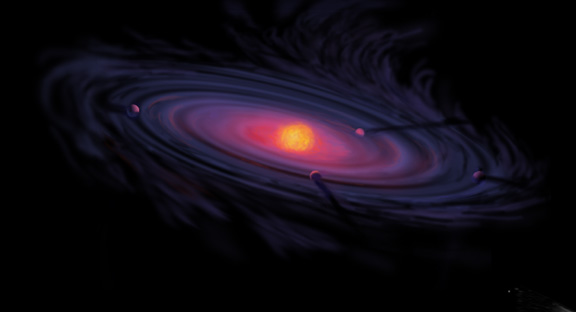
Reproducere artistică a unui disc protoplanetar

Modelul standard pentru formarea Sistemului solar (inclusiv Pământul) este ipoteza nebuloasei solare. În acest model, Sistemul Solar s-a format dintr-un nor mare rotativ de praf interstelar și gaz, numit nebuloasă solară. Norul era alcătuit din hidrogen și heliu (create la scurt timp după Big Bang, cu 13,8 miliarde de ani în urmă), și elemente mai grele evacuate de supernove. Cu aproximativ 4,5 miliarde de an în urmă, nebuloasa a început o contracție care ar fi putut fi declanșată de valul de șoc de la o supernovă din apropiere. Un val de șoc ar fi făcut și nebuloasa să se rotească. Pe măsură ce norul a început să accelereze, momentul cinetic, gravitația și inerția l-au aplatizat într-un disc protoplanetar perpendicular pe axa sa de rotație. Perturbările mici datorate coliziunilor și momentului cinetic al altor resturi mari au creat mijlocul prin care protoplanetele au început să se formeze, orbitând centrul nebular.
Centrul nebuloasei, neavând un impuls unghiular, s-a prăbușit rapid, compresia încălzindu-l până când a început fuziunea nucleară a hidrogenului în heliu. După contracția gazului, o stea T Tauri a evoluat devenind tânărul nostru Soare. Între timp, în partea exterioară a nebuloasei gravitatea a făcut ca materia să se condenseze în jurul perturbațiilor de densitate și a particulelor de praf, iar restul discului protoplanetar a început să se separe în inele. Într-un proces cunoscut sub denumirea de acreție, mari fragmente succesive de praf și resturi s-au aglomerat pentru a forma planete. Pământul s-a format în acest mod în urmă cu aproximativ 4,54 miliarde de ani (cu o incertitudine de 1%) și a fost finalizat în mare măsură în 10-20 de milioane de ani. Vântul solar al noii stele T Tauri formate a curățat cea mai mare parte a materialului din disc care nu erau deja condensat în corpurile mai mari.
Proto-Pământul a crescut prin acreție până când interiorul său a fost suficient de fierbinte pentru a topi metalele grele. Având densități mai mari decât silicații, aceste metale s-au scufundat spre centrul planetei, care a eliberat și mai multă căldură, ambalând procesul. Așa s-a format nucleul în primele patruzeci de milioane de ani ai Pământului. Fierul lichid conținut în nucleu creează un câmp magnetic real în jurul lui printr-un efect dinam. De fapt, acest câmp protejează atmosfera planetei de vântul solar. 

## Hadean și Arhaic

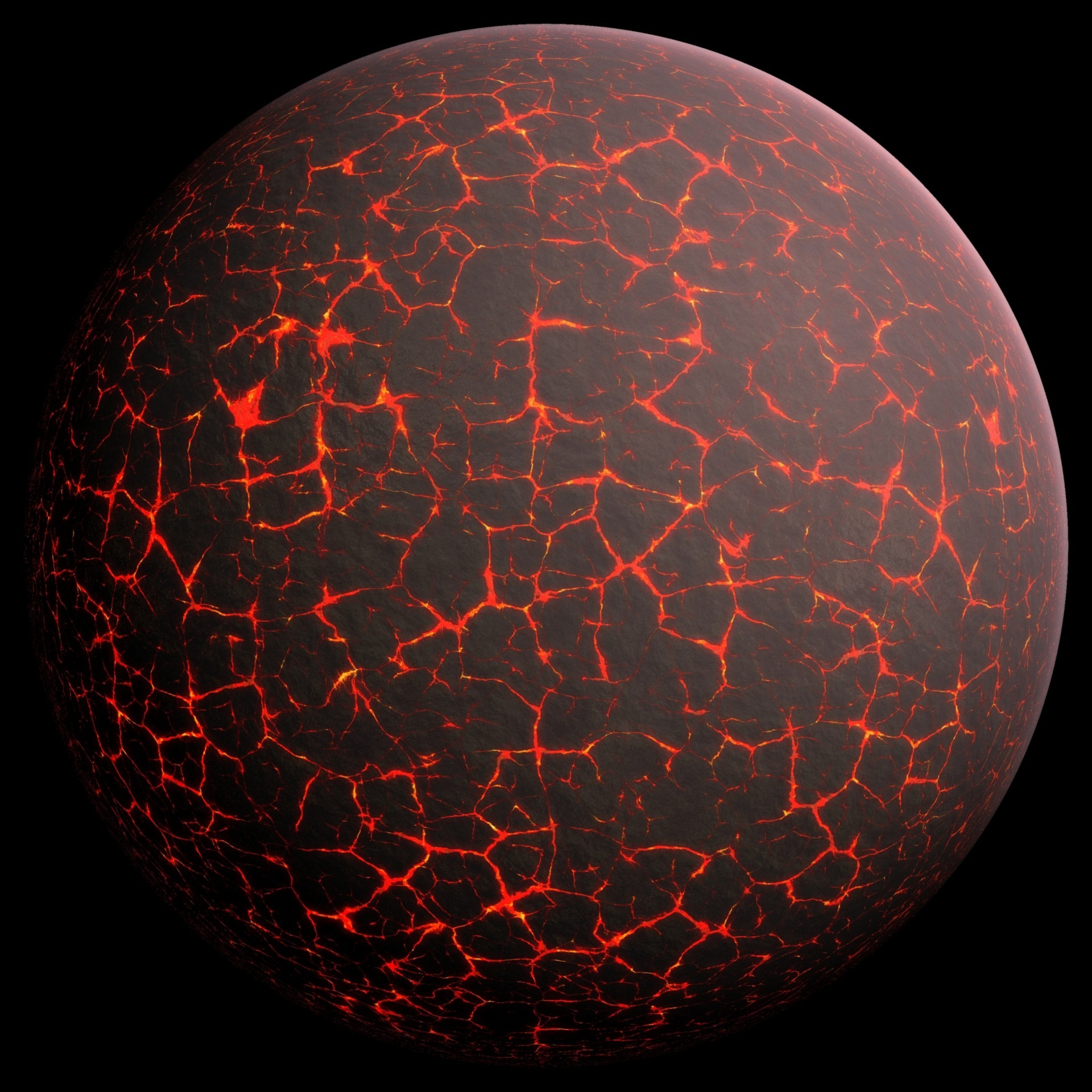
Concepția artistică a Pământului în eonul Hadean, când era mult mai fierbinte și inospitalier pentru toate formele de viață.

Primul eon din istoria Pământului se numește Hadean și a durat aproximativ 600 de milioane de ani.:145 Cele mai vechi roci găsite pe Pământ au o vechime în jur de 4 miliarde de ani și cele mai vechi cristale de zircon detrital în roci până la aproximativ 4,4 miliarde de ani, la scurt timp după formarea scoarței terestre și a Pământului în sine. Ipoteza impactului gigantic pentru formarea Lunii, spune că la scurt timp după formarea unei crustei inițiale, proto-Pământul a fost impactat de o protoplanetă mai mică care ejectat o parte din mantaua și crustă în spațiu și a creat Luna.
Din numărarea craterelor de pe alte corpuri cerești, se deduce că acum aproximativ 4,1 miliarde de ani a început o perioadă cu ciocniri puternice ale meteoriților sau ale cometelor cu planetele telurice, perioadă numită Marele bombardament târziu, și care s-a terminat acum aproximativ 3,8 miliarde de ani, la sfârșitul Hadeanului. În plus, vulcanismul a fost sever din cauza fluxului mare de căldură și a gradientului geotermic.   Cu toate acestea, cristalele de zircon detrital vechi de 4,4 miliarde de ani arată dovezi ale contactului cu apa lichidă, ceea ce sugerează că Pământul avea deja oceane sau mări la acea vreme.
La începutul Arhaicului, Pământul se răcise semnificativ. Formele de viață actuale nu ar fi putut supraviețui pe suprafața Pământului, deoarece atmosfera arheană nu avea oxigen, deci nu avea nici un strat de ozon care să blocheze lumina ultravioletă. Cu toate acestea, se crede că viața primordială a început să evolueze de la începutul Arhaicului timpuriu, cu fosile candidate datând în jur de 3,5 miliarde de ani. Unii oameni de știință chiar speculează că viața ar fi putut începe în timpul Hadeanului timpuriu, acum 4,4 miliarde de ani, supraviețuind perioadei posibile de bombardare târzie în orificii de aerisire hidrotermale sub suprafața Pământului.

### Formarea Lunii

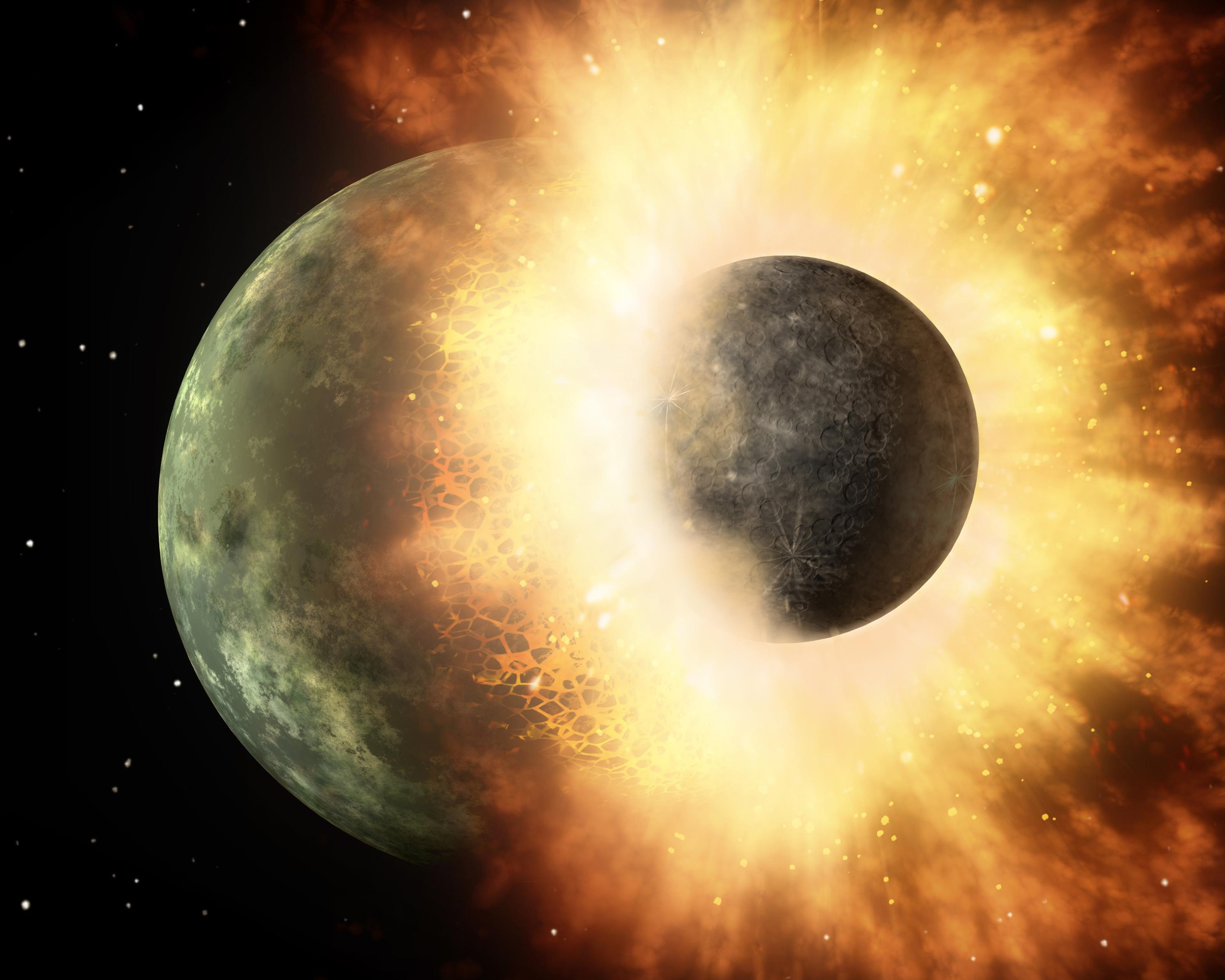
Impresie artistică a coliziunii enorme care probabil a format Luna

Singurul satelit natural al Pământului, Luna, este cel mai mare dintre sateliți planetari relativ la dimensiunea planetei pe care o orbitează. În timpul Programului Apollo, au fost duse pe Pământ roci de pe suprafața Lunii. Datarea radiometrică a acestor roci arată că Luna are 4,53 ± 0,01 miliarde de ani, și s-a format la cel puțin 30 de milioane de ani după formarea Sistemului Solar. Noi dovezi sugerează că Luna s-a format chiar mai târziu, acum 4,48 ± 0,02 miliarde de ani în urmă sau la 70-110 milioane de ani după începutul formării Sistemului Solar.
Teoriile pentru formarea Lunii ar trebui să explice formarea tardivă a acesteia, precum și următoarele fapte. În primul rând, Luna are o densitate scăzută (de 3,3 ori mai mare decât a apei, comparativ cu 5,5 pentru Pământ) și un mic nucleu metalic. În al doilea rând, practic nu există apă sau alți compuși volatili pe Lună. În al treilea rând, Pământul și Luna au aceeași semnătură izotopică de oxigen (abundența relativă a izotopilor de oxigen). Dintre teoriile propuse pentru a explica aceste fenomene, una este acceptată pe scară largă: Ipoteza marelui impact propune că Luna își are originea în urma ciocnirii dintre proto-Pământ cu un corp de mărimea planetei Marte (uneori numită Theia).:256
Coliziunea a eliberat de aproximativ 100 de milioane de ori mai multă energie decât impactul Chicxulub, care se crede că a provocat extincția dinozaurilor non-aviari. A fost suficient pentru a vaporiza o parte din straturile exterioare ale Pământului și a topi ambele corpuri.:256 O parte din materialul mantalei a fost evacuat pe orbita din jurul Pământului. Ipoteza marelui impact prevede că Luna a fost golită de material metalic, explicând compoziția ei anormală. Ejectarea pe orbita din jurul Pământului s-ar fi putut condensa într-un singur corp în câteva săptămâni. Sub influența propriei sale gravitații, materialul evacuat a devenit un corp mai sferic: Luna.

### Primele continente

Diagrama stratului intern al Terrei (nu la scară)

Convecția mantei, procesul care conduce plăcile tectonice, este rezultatul fluxului de căldură din interiorul Pământului către suprafața Pământului.:2 Convecția implică crearea de plăci tectonice rigide în oceanul dorsal. Aceste plăci sunt distruse prin subducție în manta în zonele de subducție. În timpul Arhaicului timpuriu (acum aproximativ 3,0 miliarde de ani), mantaua era mult mai fierbinte decât astăzi, probabil în jur de 1.600 °C,:82 astfel încât convecția mantei a fost mai rapidă. Este posibil ca în timpul Hadeanului și Arhaicului, zonele de subducție să fi fost mai frecvente și, prin urmare, plăcile tectonice să fi fost mai mici.:258
Crusta inițială, formată atunci când suprafața Pământului s-a solidificat pentru prima dată, a dispărut total printr-o combinație a acestei tectonici rapide a plăcilor din Hadean și a impacturilor intense ale Bombardamentului Târziu. Se crede că avea o compoziție bazaltică ca și crusta oceanică de astăzi.:258 Primele bucăți mai mari de crustă continentală, care sunt un produs al diferențierii elementelor mai ușoare în timpul topirii parțiale în scoarța inferioară, au apărut la sfârșitul Hadeanului, acum aproximativ 4 miliarde de ani. Ceea ce a rămas din aceste mici continente timpurii se numește craton. Aceste bucăți din crusta Hadeanului târziu și Arhaicul timpuriu formează nucleele în jurul cărora au crescut continentele de astăzi.
Cele mai vechi roci de pe Pământ se găsesc în cratonul nord-american al Canadei, care au o vechime de aproximativ 4 miliarde de ani. Ele prezintă urme de metamorfism la temperatură ridicată, dar și roci sedimentare care au fost rotunjite prin eroziune în timpul transportului pe apă, arătând că râurile și mările existau atunci. Cratonele constau în principal din două tipuri alternative de terane. Primele sunt așa-numitele centuri de rocă verde, formată din roci sedimentare metamorfizate de grad scăzut. Aceste „roci verzi” sunt similare cu sedimentele întâlnite astăzi în fundul oceanului, deasupra zonelor de subducție. Din acest motiv, rocile verzi sunt uneori văzute ca dovezi ale subducției în timpul Arhaicului. Al doilea tip este un complex de roci magmatice.

### Oceane și atmosferă

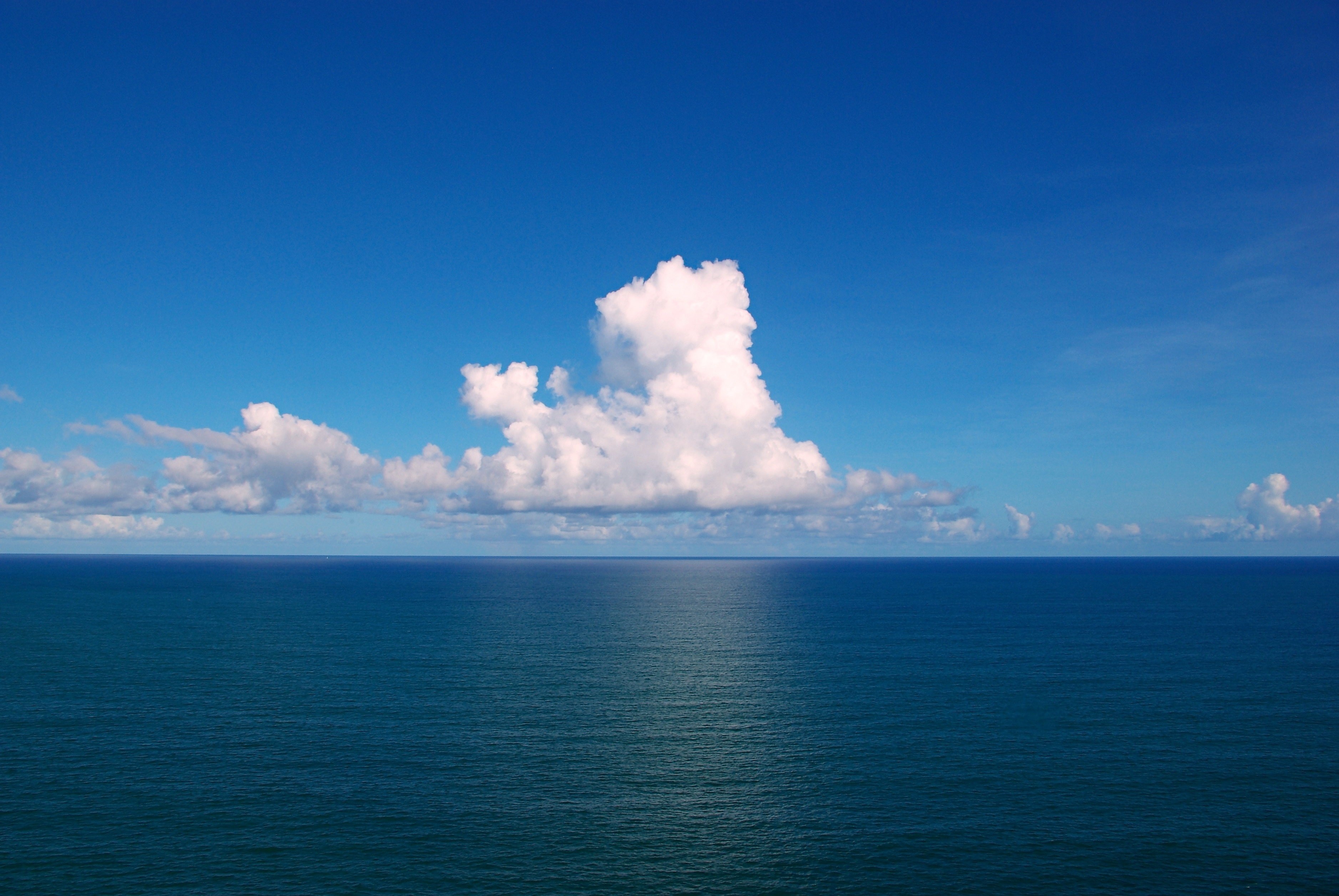
Oceanul Atlantic

Terra este adesea descrisă ca având trei atmosfere. Prima atmosferă, capturată din nebuloasa solară, a fost compusă din elemente ușoare din nebuloasa solară, în mare parte hidrogen și heliu. O combinație între vântul solar și căldura Pământului ar fi alungat această atmosferă. După impactul care a creat Luna, Pământul topit a eliberat gaze volatile; iar mai târziu au fost eliberate mai multe gaze din vulcani, completând o a doua atmosferă bogată în gaze cu efect de seră, dar săracă în oxigen.:256 În cele din urmă, a treia atmosferă, bogată în oxigen, a apărut când bacteriile au început să producă oxigen, în urmă cu aproximativ 2,8 miliarde de ani.:83–84, 116–117
În modelele timpurii pentru formarea atmosferei și oceanului, a doua atmosferă s-a format prin eliberarea de materiale volatile din interiorul Pământului. Acum se consideră că probabil multe dintre materialele volatile au fost eliberate în timpul procesului de acreție printr-un proces cunoscut sub denumirea de „degazarea impactului” în care corpurile mici se vaporizează în urma impactului. Prin urmare, oceanul și atmosfera ar fi început să se formeze chiar pe măsură ce Pământul s-a format. Noua atmosferă conținea probabil vapori de apă, dioxid de carbon, azot și cantități mai mici de alte gaze.
Planetezimalele aflate la o distanță de 1 unitate astronomică (AU), distanța de la Pământ la Soare, probabil că nu au contribuit la apa de pe Pământ, deoarece nebuloasa solară era prea fierbinte pentru a se forma gheață, iar hidratarea rocilor de către vaporii de apă ar fi durat prea mult. Apa trebuie să fi fost furnizată de meteoriții din centura de asteroizi exterioară și de anumiți embrioni planetari de peste 2,5 UA. Este posibil să fi contribuit și cometele. Deși majoritatea cometelor sunt astăzi pe orbite mai îndepărtate de Soare decât Neptun, simulările computerului arată că inițial erau mult mai frecvente în părțile interne ale Sistemului Solar.:130–132
Pe măsură ce Pământul s-a răcit, s-au format nori. Ploaia a creat oceanele. Dovezi recente sugerează că oceanele ar fi putut începe să se formeze încă de acum 4,4 miliarde de ani în urmă. Până la începutul eonului Arhaic, acestea au acoperit deja o mare parte a Pământului. Această formare timpurie a fost dificil de explicat din cauza unei probleme cunoscute sub numele de Paradoxul Soarelui slab timpuriu. Se știe că stelele devin mai strălucitoare pe măsură ce îmbătrânesc, iar la formarea sa, Soarele ar fi emis doar 70% din puterea sa actuală. În ultimii 4,5 miliarde de ani Soarele a devenit cu 30% mai luminos. Multe modele indică faptul că Pământul ar fi fost acoperit cu gheață. O soluție probabilă este aceea că a existat suficient dioxid de carbon și metan pentru a produce un efect de seră. Dioxidul de carbon ar fi fost produs de către vulcani iar metanul de către microbii timpurii. Un alt gaz cu efect de seră, amoniacul, ar fi fost ejectat de vulcani, dar rapid distrus de radiațiile ultraviolete.:83